# Kecapi (Harjamukti)
Kecapi is een bestuurslaag in het regentschap Kota Cirebon van de provincie West-Java, Indonesië. Kecapi telt 22.222 inwoners (volkstelling 2010).